# Friedrich Cerha

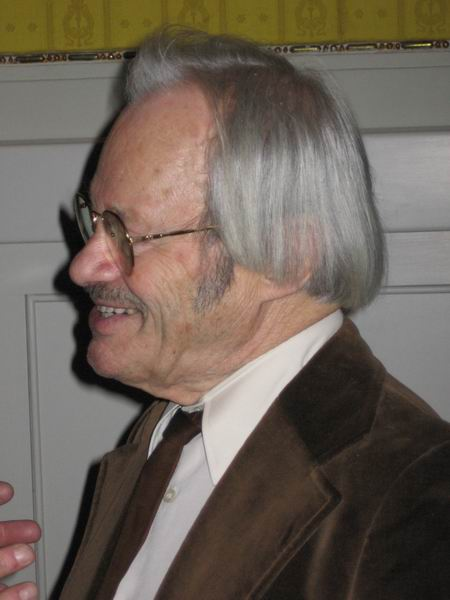
Friedrich Cerha, 2006

Friedrich Cerha (Wenen, 17 februari 1926 – aldaar, 14 februari 2023) was een Oostenrijks componist en dirigent.

## Biografie
In 1935, amper 9 jaar oud, begon hij met zijn eerste composities. Het uitbreken van de Tweede Wereldoorlog maakte een abrupt einde aan zijn jeugd. In 1943 werd hij voor de Wehrmacht opgeroepen, maar toch bleef hij actief in een verzetsbeweging.
Hij studeerde aan de Wiener Musikakademie en de Universiteit van Wenen en promoveerde in 1951 op de dissertatie Der Turandotstoff in der deutschen Literatur. In 1956 kreeg hij een studiebeurs voor Rome, waar hij tot 1957 verbleef.
Samen met Kurt Schwertsik richtte hij in 1958 het ensemble die Reihe op om nieuwe werken te presenteren. Dit ensemble maakte al snel naam met uitvoeringen van muziek van de Tweede Weense School (onder anderen Schönberg, Berg, Webern) en eigentijdse componisten. Verder leidde hij de Camerata Frescobaldiana.
Vanaf 1959 werkte hij als docent aan de Wiener Musikakademie, waar hij in 1960 artistiek leider van de afdeling voor elektronische muziek werd. In 1969 werd hij hoogleraar en van 1976 tot 1987 bekleedde hij een professoraat voor compositie, notatie en interpretatie van nieuwe muziek.
Vanaf 1969 trad hij op als dirigent bij internationale festivals en als gastdirigent bij diverse belangrijke operagebouwen. In de lijn van de klankwereld van Alban Berg instrumenteerde hij in de jaren 1977-1978 het onvoltooide derde bedrijf van diens opera Lulu, die op 24 februari 1979 in Parijs onder Pierre Boulez in première ging.
In 1986 ontving Cerha de Oostenrijkse staatsprijs. Tijdens de laatste Biënnale van Venetië, oktober 2006, werd hij onderscheiden met de Gouden Leeuw. In 2012 werd de Ernst von Siemens Muziekprijs aan hem toegekend.
Cerha overleed drie dagen voor zijn 97e verjaardag in Wenen.

## Werken

### Opera's
- Netzwerk, 1981
- Baal, 1974-1981 – tekst Bertolt Brecht
- Der Rattenfänger, 1987 – tekst Carl Zuckmayer
- Alban Berg: Lulu, voltooiing 1962–1978
- Der Riese vom Steinfeld, 2002 – tekst Peter Turrini, 2002
- Onkel Präsident, 2013 – tekst Peter Wolf en Friedrich Cerha

### Overige werken (selectie)
- Spiegel I–VII, 1960–1972
- Sinfonie, 1975
- Requiem für Hollensteiner, 1982-1983
- Baal-Gesänge, 1983
- Keintaten, 1983
- Eine Art Chansons voor zangstem, slagwerk, piano en contrabas, 1985-1987
- Momentum für Karl Prantl, 1988
- Eine letzte Art Chansons voor zangstem, slagwerk, piano en contrabas, 1989
- Celloconcert, 1996
- Impulse voor orkest, 1996
- Im Namen der Liebe, liederen, 1999
- Fünf Stücke voor klarinet, cello en piano in A, 1999–2000
- Hymnus voor orkest, 2000
- Rapsodie voor viool en piano, 2001
- Sopraansaxofoonconcert, 2003–2004
- Vioolconcert, 2004
- Requiem, 2004
- Momente voor koor, 2006
- Kwintet voor hobo en strijkkwartet, 2007
- Concert voor slagwerk en orkest, 2007–2008
- Like a Tragicomedy voor orkest, 2008–2009
- Bruchstück, geträumt für Ensemble, 2009
- Paraphrase über den Anfang der 9. Symphonie von Beethoven, 2010
- Zebra-Trio, voor strijktrio, 2011
- Tagebuch für Orchester, 2012
- Drei Sätze für Orchester, 2015